# Andesi lile
Az andesi lile (Charadrius alticola) a madarak osztályának lilealakúak (Charadriiformes) rendjébe, ezen belül a lilefélék (Charadriidae) családjába  tartozó faj.

## Rendszerezése
A fajt Hans von Berlepsch és Jean Stanislaus Stolzmann írták le 1902-ben, az AEgialitis nembe AEgialitis alticola néven. Egyes szervezetek az Ochthodromus nembe sorolják Ochthodromus alticola néven.

## Előfordulása
Argentína, Bolívia, Chile és Peru területén honos. Természetes élőhelyei a hegyi szikes mocsarak és édesvizű tavak. Magassági vonuló.

## Megjelenése
Testhossza 18 centiméter.

## Természetvédelmi helyzete
Az elterjedési területe nagyon nagy, egyedszáma pedig ismeretlen. A Természetvédelmi Világszövetség Vörös listáján nem fenyegetett fajként szerepel.